# USS LST-908

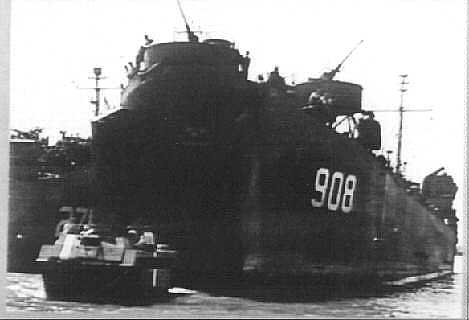
USS LST-908 em Okinawa

O USS LST-908 foi um navio de guerra norte-americano da classe LST que operou durante a Segunda Guerra Mundial.